# Vézins-de-Lévézou
Vézins-de-Lévézou település Franciaországban, Aveyron megyében. Lakosainak száma 650 fő (2022. január 1.). Vézins-de-Lévézou Saint-Laurent-de-Lévézou, Saint-Léons, Ségur, Verrières, Curan, Sévérac-d'Aveyron és Gaillac-d’Aveyron községekkel határos.

## Népesség
A település népessége az elmúlt években az alábbi módon változott:
| Lakosok száma | 1004 | 809  | 699  | 643  | 654  | 654  | 656  | 656  | 649  | 650  |
|               | 1968 | 1982 | 1990 | 2006 | 2013 | 2015 | 2017 | 2019 | 2020 | 2022 |